# Robert Lepage
Robert Lepage   (Ciutat de Quebec, 12 de desembre de 1957) és un director, escenògraf, dramaturg, actor i director de cinema Canadenc. És un dels directors més prominents de l'avantguarda canadenca. Crea obres originals, que alteren els codis de realització escènica clàssica i és especialment conegut per les seves innovadores i tecnològicament avançades presentacions teatrals així com pel seu treball innovador sobre el drama shakesperià i l'opera. La seva inspiració prové principalment de la història contemporània.

## Primers anys
És el primer fill biològic de Germaine (de soltera Robitaille) i Fernand Lepage. Després la mare va sofrir nombrosos avortaments involuntaris, els Lepage van decidir adoptar fills, un nen i una nena que, a causa del fet que la família vivia llavors en Nova Escòcia, es va criar i educar en anglès. Quan va néixer Robert, la família s'havia trasllat de nou al Quebec francòfon, que va resultar en una família bilingüe, que Lepage ara es refereix com "una metàfora de Canadà", dividida per la frontera lingüística.
Als cinc anys, va desenvolupar alopècia, una afecció poc comuna que causa la pèrdua total del cabell. Quan era adolescent Lepage va sofrir depressió. Tot això el va fer tímid i introvertit. No va ser fins a la secundària, que en unes classes de teatre, va començar a sortir de la seva closca.

## Estudis
Va entrar en el Conservatori d'Art Dramàtic de Quebec l'any 1975 a l'edat de 17. Després d'un període d'estudi a París el 1978, sota la direcció d'Alain Knapp, va tornar a Quebec i es va involucrar en molts projectes creatius, com a autor, director i actor. L'any 1980 va participar en la companyia de teatre experimental del Théâtre Repère, de Jacques Lessard.

## Reconeixement internacional
En 1984, la seva primera obra teatral, Circulations (Circulacions), va fer una gira pel Canadà i va guanyar el premi de Millor Producció Canadenca en la Quinzaine Internationale de Théâtre de Québec. El proper any, amb l'obra The Dragon’s Trilogy (La Trilogia dels dracs), va aconseguir reputació internacional. A continuació va crear les obres Vinci (1986), Li Polygraphe (El Polígrafo) (1987-1990) i Els Plaques tectoniques (Les Plaques tectòniques) (1988-1990). En 1988 va formar la seva pròpia empresa de gestió professional, Robert Lepage Inc. (RLI).
De 1989 a 1993, Lepage es va exercir com a director artístic del teatre francès al Centre Nacional de les Arts a Ottawa. Juntament amb aquesta nova funció, va continuar el seu enfocament artístic amb Els Aiguilles et l'opium (Agulles i Opium)(1991-1996), Coriolanus (Coriolano), Macbeth, The Tempest (La Tempestat)(1992-1994) i A Midsummer Night's Dream(El somni d'una nit d'estiu) (1992), que li va permetre convertir-se en el primer nord-americà que va dirigir una obra de William Shakespeare en el Royal National Theatre de Londres.

## Ex Machina
Un punt d'inflexió en la seva carrera va arribar amb la fundació de la seva companyia de producció multidisciplinària, ExMachina, l'any 1994. Lepage i el seu nou equip van presentar The Seven Streams of the River Ota (1994), A Midsummer Night's Dream (El somni d'una nit d'estiu) (1995) i Elseneur (1995-1997).
La seva companyia ha renovat un parc de bombers a la ciutat de Quebec, com un centre d'arts multidisciplinàries que fa recerca sobre el teatre, l'òpera, les titelles, la dansa i la música.

## Cinema
En 1994, va fer el seu debut al món del cinema, quan va escriure i va dirigir el seu primer llargmetratge Li Confessionnal, que va aparèixer l'any següent al Festival de Cannes. Després va passar a dirigir Li Polygraphe, en 1996, Nô en 1997, Possible Worlds en 2000 (el seu llargmetratge escrit en anglès), i finalment, al 2003, l'adaptació cinematogràfica de la seva obra La Face cachée de la lune.

## La Caserne
La Caserne, un centre de producció multidisciplinària a la ciutat de Quebec, va obrir les portes en 1997 sota la direcció de Robert Lepage. Al costat del seu equip va crear i va produir entre unes altres, obres com Geometry of Miracles (1998) i Zulu Time (1999)  Arxivat 2020-06-01 a Wayback Machine.
El 2004 la companyia La Caserne, va aixecar l'obra de Fernando de Rojas, La Celestina, al Teatre Lliure de Barcelona amb l'adreça pròpia de Robert Lepage, l'escenògraf Carl Filiol i la protagonista Nuria Espert.  

## Concerts de rock, exposicions, circ i projeccions arquitectòniques
En 1993, va dirigir Secret World Tour de Peter Gabriel. Es va unir a Peter Gabriel de nou en 2002 per dirigir Growing Up Tour.
L'any 2000, es va veure involucrat en la producció de Métissages, una exposició en el Museu de la Civilització a Quebec.
Va dissenyar i va dirigir ''Cirque du Soleil: KÀ (2005), un espectacle permanent a Las Vegas, i TOTEM (2010), un espectacle en virtut de Grand Chapiteau que recorrerà tot el món.
Pel 400 aniversari de la ciutat de Quebec el 2008, Robert Lepage i ExMachina van crear la més gran projecció arquitectònica mai aconseguida: The Image Mill ™. Arxivat 2015-08-05 a Wayback Machine. L'any 2009, Aurora Borealis, una instal·lació d'il·luminació permanent inspirada en els colors de l'aurora boreal va ser creada en la mateixa ubicació.

## Òpera
Robert Lepage va fer una gran entrada al món de l'òpera quan va organitzar el programa doble: Bluebeard's Castle i Erwartung (1993). La seva presència en l'escenari de l'òpera va continuar amb La Damnation de Faust presentat per primera vegada en el Festival Saito Kinen de Matsumoto al Japó (1999), a continuació, en l'Òpera Nacional de París i el Metropolitan Opera de Nova York. El 2005 va crear una adaptació per l'òpera, de la novel·la 1984 de George Orwell. Entre els seus assoliments en l'opera són The Rake’s Progress (2007) i The Nightingale and Other short Fables (2009) a #Toronto i diverses altres produccions per la Metropolitan Opera a Nova York. La temporada 2016-17 porta a escena L'amour de loin de la compositora finlandesa Kaija Saariaho i llibret d'Amin Maalouf en el Metropolitan Opera de Nova York.

## Procés creatiu
Lepage idea un nou calendari per planificar i produir les obres de la companyia. En el calendari de preparació de l'obra, els assajos amb els actors estan dividits en blocs de dues o tres setmanes d'assajos que es duen a terme cada tres mesos. Entre els blocs d'assajos es produeix el procés creatiu, on els creadors de l'obra poden modificar-la i millorar-la segons el que han valorat als assajos. A part, també durant el procés de creació es fan diversos assajos públics, per així tenir també una valoració dels espectadors, que a través d'una pàgina web poden enviar les seves opinions anònimament. Un cop s'estrena l'obra, no es considera acabada, Lepage considera que l'obra està acabada en la seva última represenació, no el dia de l'estrena (plantejament habitual i clàssic de la direcció escènica teatral), per tant l'obra està subjecte a canvis fins a la darrera funció.

## Obres de Teatre
- 1984: Circulations (Circulacions)
- 1985: La Trilogie des dragons (La Trilogia dels dracs)
- 1986: Vinci
- 1987: Li Polygraphe (El Polígrafo)
- 1988: Els Plaques tectoniques (Les Plaques tectòniques)
- 1991: Els Aiguilles et l'opium (Agulles i Opium)
- 1995: Elseneur
- 1999: Zulu Time
- 2000: La Face cachée de la lune (El Costat fosc de la Lluna)
- 2001: La Casa Blava
- 2006: Le Projet Andersen (El Projecte Andersen)
- 2007: Lipsynch
- 2008: Le Dragon bleu (El Drac blau)
- 2009: Eonnagata
- 2012: Playing Cards (SPADES, HEARTS, DIAMONDS, CLUBS)
- 2014: Quills
- 2014: 887

## Filmografia

### Director
- 1995: Le Confessionnal (El Confessionari)
- 1996: Le Polygraphe (El Polígrafo)
- 1998: Nô
- 2000: Possible Worlds (Mons Possibles)
- 2003: La Face cachée de la lune (El costat fosc de la Lluna)

### Actor
- 1989: Jésus de Montréal (Jesús de Mont-real): René
- 1990: Ding et Dong: le film: Pharus
- 1992: Tectonic Plates
- 1992: Montréal vu parell... (segment Desperanto)
- 1994: Viper: Amo d'un bar
- 2000: Stardom: Bruce Taylor
- 2003: La Face cachée de la lune (El costat fosc de la Lluna): Phillippe / André
- 2004: L'Audition (Audiència): Director de càsting
- 2006: No-Vacancy: Éric Millette
- 2006: Dans les villes (A les ciutats): Jean-Luc
- 2007: La belle empoisonneuse
- 2012: Mars et Avril (Març i Abril): Eugène Spaak
- 2013: Triptyque (Tríptic): La veu de guineu

## Honors
- 1999: Medalla de la Taula de l'Ordre Nacional de Quebec
- 2000: Premi SORIQ (La Société des Relations internationales de Québec)
- 2001: Associació de Líders Mundials de Harbourfront Centre
- 2002: Legió d'Honor (França)
- 2002: Cambra de comerç de Quebec, "Grand Quebequense"
- 2002: Premio Drama Bench Herbert Whittaker per la seva destacada contribució al teatre canadenc
- 2003: Premi Denise Pelletier
- 2003: Premi Gascon Thomas de l'Escola Nacional de Teatre
- 2004: Premi Hans Christian Andersen
- 2005: Premi Samuel de Champlain d'Institut de França -Canadà
- 2005: Premi Stanislavski per la seva contribució al teatre internacional
- 2007: Festival de l'Union donis Théâtres de l'Europe, Premi d'Europa
- 2007: La màscara d'or del Festival de les Arts Escèniques russos, Millor Producció Estrangera (El costat fosc de la Lluna)
- 2009: Premi d'Arts Escèniques del Governador General
- 2011: Médaille de la ville de Québec
- 2012: Premi Eugene McDermott, MIT
- 2012: Prix de la Fondation de l' Opéra de Québec